# Янін Ліффріг
Янін Ліффріг (фр. Janine Lieffrig; нар. 12 квітня 1938) — колишня французька тенісистка.
Найвищим досягненням на турнірах Великого шолома були фінали в парному розряді.

## Фінали турнірів Великого шолома

### Парний розряд: 2 (2 поразки)
| Результат | Рік  | Турнір               | Покриття | Партнерка     | Суперниці                        | Рахунок  |
| --------- | ---- | -------------------- | -------- | ------------- | -------------------------------- | -------- |
| Поразка   | 1965 | Чемпіонат Франції    | Ґрунт    | Франсуаз Дюрр | Маргарет Корт Леслі Тернер Боурі | 3–6, 1–6 |
| Поразка   | 1965 | Вімблдонський турнір | Трава    | Франсуаз Дюрр | Марія Буено Біллі Джин Кінг      | 2–6, 5–7 |